# Фоча-Устиколина
Фоча-Устиколина (хорв. і босн. Općina Foča-Ustikolina, серб. Општина Фоча-Устиколина) — боснійська громада, розташована в Боснійсько-Подринському кантоні Федерації Боснії і Герцеговини. Адміністративним центром є місто Устиколина.

## Населення
Станом на 30 червня 2019 року населення складало 1828 осіб, густота населення — 10,79 осіб/км².